# 鹿児島県の廃止市町村一覧
| 年            | 市の数 | 町の数 | 村の数 | 市町村数 |
| ------------- | ------ | ------ | ------ | -------- |
| 1888年        |        |        |        | 917      |
| 1889年4月1日  | 1      | 0      | 115    | 116      |
| 1928年11月1日 | 1      | 23     | 121    | 145      |
| 1951年4月1日  | 6      | 53     | 82     | 141      |
| 1960年1月1日  | 15     | 62     | 21     | 98       |
| 2000年1月1日  | 14     | 73     | 9      | 96       |
| 2010年3月23日 | 19     | 20     | 4      | 43       |

鹿児島県の廃止市町村一覧（かごしまけんのはいししちょうそんいちらん）は、鹿児島県における市制・町村制施行（1889年4月1日）後に、市町村合併や他の自治体に統合されることなどにより廃止した市町村の一覧である。単なる名称の変更は対象としない。
- 町村が「町制」・「市制」を施行し町・市となるケース
  - 「市町村」以外の表記名を変更しなかった自治体は一覧に含まれない。（例：串木野町→串木野市）
  - 町制・市制を施行した際に名称を変更した場合も一覧に含まれない。（例：西市来村→市来町）
- 市町村が名称変更した場合は一覧に含まれない。
- 所属郡が変更になった場合は一覧に含まれない。
- 市町村合併で廃止した市町村のケース
  - 編入合併した場合の、存続市町村は廃止に当たらないので一覧に含まれない。
  - 編入合併した場合の、廃止した市町村は一覧に含まれる。
  - 新設合併した場合の、廃止した市町村は一覧に含まれる。
  - 新設合併した場合の、名称が残った市町村も一覧に含まれる。（例：旧・出水市→新・出水市）
- 分割や分立をしたケース
  - 分割で廃止した市町村は一覧に含まれる。（例：太良村→東太良村・西太良村に分割。太良村は廃止）
  - 分立で存続した市町村は一覧に含まれない。（例：笠沙町の一部→大浦村。笠沙町は存続）

## 1899年以前
- 南諸県郡志布志村（1891年2月） - 東志布志村・西志布志村・月野村に分割のため
- 高城郡水引村（1891年4月） - 東水引村と西水引村に分割のため
- 菱刈郡太良村（1891年8月） - 東太良村・西太良村に分割のため

## 1900年～1919年
この20年間に県内に廃止市町村なし

## 1920年～1929年
- 薩摩郡隈之城村（1929年5月20日） - 薩摩郡川内町新設のため[1]
- 薩摩郡平佐村（1929年5月20日） - 薩摩郡川内町新設のため[1]
- 薩摩郡東水引村（1929年5月20日） - 薩摩郡川内町新設のため[1]

## 1930年～1939年
- 鹿児島郡吉野村（1934年8月1日） - 鹿児島市に編入のため[2]
- 鹿児島郡西武田村（1934年8月1日） - 鹿児島市に編入のため[2]
- 鹿児島郡中郡宇村（1934年8月1日） - 鹿児島市に編入のため[2]

## 1940年～1949年
- 肝属郡鹿屋町（1941年5月27日） - 鹿屋市新設のため[3]
- 肝属郡大姶良村（1941年5月27日） - 鹿屋市新設のため[3]
- 肝属郡花岡村（1941年5月27日） - 鹿屋市新設のため[3]

## 1950年～1959年
- 鹿児島郡伊敷村（1950年10月1日） - 鹿児島市に編入のため[4]
- 鹿児島郡東桜島村（1950年10月1日） - 鹿児島市に編入のため[4]
- 薩摩郡水引村 （1951年4月1日） - 川内市に編入のため[5]
- 姶良郡（旧）国分町（1954年4月1日） - 姶良郡国分町新設のため
- 姶良郡東襲山村（1954年4月1日） - 姶良郡国分町新設のため
- 姶良郡清水村（1954年4月1日） - 解体分割し、姶良郡国分町・姶良郡隼人日当山町新設のため
- 姶良郡隼人町（1954年4月1日） - 姶良郡隼人日当山町新設のため
- 姶良郡日当山町（1954年4月1日） - 姶良郡隼人日当山町新設のため
- 伊佐郡大口町（1954年4月1日） - 大口市新設のため
- 伊佐郡山野町（1954年4月1日） - 大口市新設のため
- 伊佐郡西太良村（1954年4月1日） - 大口市新設のため
- 伊佐郡羽月村（1954年4月1日） - 大口市新設のため
- 出水郡出水町（1954年4月1日） - 出水市新設のため
- 出水郡米之津町（1954年4月1日） - 出水市新設のため
- 揖宿郡指宿町（1954年4月1日） - 指宿市新設のため
- 揖宿郡今和泉村（1954年4月1日） - 指宿市新設のため
- 姶良郡（旧）国分町（1954年5月10日） - 姶良郡国分町新設のため
- 姶良郡東国分村（1954年5月10日） - 姶良郡国分町新設のため
- 姶良郡敷根村（1954年5月10日） - 姶良郡国分町新設のため
- 伊佐郡（旧）菱刈町（1954年7月15日） - 伊佐郡菱刈町新設のため[6]
- 伊佐郡本城村（1954年7月15日） - 伊佐郡菱刈町新設のため
- 川辺郡加世田町（1954年7月15日） - 加世田市新設のため[7]
- 川辺郡万世町（1954年7月15日） - 加世田市新設のため[7]
- 出水郡大川内村（1954年10月9日） - 出水市に編入のため
- 薩摩郡佐志村 （1954年10月15日） - 薩摩郡宮之城町新設のため[8]
- 薩摩郡永野村 （1954年12月1日） - 薩摩郡薩摩町新設のため[9]
- 薩摩郡求名村 （1954年12月1日） - 薩摩郡薩摩町新設のため[9]
- 薩摩郡中津川村 （1954年12月1日） - 薩摩郡薩摩町新設のため[9]
- 姶良郡帖佐町 （1955年1月1日） - 姶良郡姶良町新設のため[10]
- 姶良郡重富村 （1955年1月1日） - 姶良郡姶良町新設のため[10]
- 姶良郡山田村 （1955年1月1日） - 解体分割し、姶良郡姶良町新設・姶良郡蒲生町に編入のため[10][11]
- 肝属郡垂水町 （1955年1月10日） - 肝属郡垂水町新設のため[12]
- 肝属郡新城村 （1955年1月10日） - 肝属郡垂水町新設のため[12]
- 肝属郡牛根村 （1955年1月10日） - 肝属郡垂水町新設のため[12]
- 囎唹郡岩川町 （1955年1月20日） - 囎唹郡大隅町新設のため
- 囎唹郡恒吉村 （1955年1月20日） - 囎唹郡大隅町新設のため
- 囎唹郡月野村 （1955年1月20日） - 囎唹郡大隅町新設のため
- 肝属郡高隈村 （1955年1月20日） - 鹿屋市に編入のため
- 大島郡三方村 （1955年2月1日） - 名瀬市に編入のため
- 日置郡日置村 （1955年4月1日） - 日置郡日吉町新設のため[13]
- 日置郡吉利村 （1955年4月1日） - 日置郡日吉町新設のため[13]
- 日置郡伊作町 （1955年4月1日） - 日置郡吹上町新設のため[14]
- 日置郡永吉村 （1955年4月1日） - 日置郡吹上町新設のため[14]
- 囎唹郡野方村 （1955年4月1日） - 囎唹郡大隅町・大崎町・西志布志村に分割編入のため
- 揖宿郡利永村 （1955年4月1日） - 揖宿郡山川町・開聞村（即日町制、開聞町）に分割編入のため
- 薩摩郡（旧）宮之城町 （1955年4月1日） - 薩摩郡宮之城町新設のため[15]
- 薩摩郡山崎町 （1955年4月1日） - 薩摩郡宮之城町新設のため[15]
- 薩摩郡大村 （1955年4月1日） - 薩摩郡祁答院町新設のため
- 薩摩郡藺牟田村 （1955年4月1日） - 薩摩郡祁答院町新設のため
- 薩摩郡黒木村 （1955年4月1日） - 薩摩郡祁答院町新設のため
- 出水郡三笠町 （1955年4月10日） - 阿久根市に編入のため
- 囎唹郡市成村 （1956年4月1日） - 囎唹郡輝北町新設のため
- 肝属郡百引村 （1956年4月1日） - 囎唹郡輝北町新設のため
- 大島郡古仁屋町 （1956年9月1日） - 大島郡瀬戸内町新設のため[16]
- 大島郡鎮西村 （1956年9月1日） - 大島郡瀬戸内町新設のため[16]
- 大島郡実久村 （1956年9月1日） - 大島郡瀬戸内町新設のため[16]
- 大島郡西方村 （1956年9月1日） - 大島郡瀬戸内町新設のため[16]
- 川辺郡（旧）川辺町 （1956年9月1日） - 川辺郡川辺町新設のため[17]
- 川辺郡勝目村 （1956年9月1日） - 川辺郡川辺町新設のため[17]
- 大島郡（旧）喜界町 （1956年9月10日） - 大島郡喜界町新設のため[18]
- 大島郡早町村 （1956年9月10日） - 大島郡喜界町新設のため[18]
- 日置郡下伊集院村 （1956年9月30日） - 日置郡東市来町・伊集院町・日吉町・郡山村（即日町制、郡山町）に分割編入のため[19]
- 日置郡田布施村 （1956年9月30日） - 日置郡金峰町新設のため[20]
- 日置郡阿多村 （1956年9月30日） - 日置郡金峰町新設のため[20]
- 薩摩郡永利村 （1956年9月30日） - 川内市に編入のため[21]
- 薩摩郡高江村 （1956年9月30日） - 川内市に編入のため[21]
- 薩摩郡下東郷村 （1957年4月1日） - 川内市・薩摩郡高城村・薩摩郡東郷町に分割編入のため[22]
- 大島郡亀津町 （1958年4月1日） - 大島郡徳之島町新設のため
- 大島郡東天城村 （1958年4月1日） - 大島郡徳之島町新設のため
- 出水郡（旧）高尾野町 （1959年4月1日） - 出水郡高尾野町新設のため
- 出水郡江内村 （1959年4月1日） - 出水郡高尾野町新設のため

## 1960年～1969年
- 薩摩郡高城町 （1965年4月15日） - 川内市に編入のため[23]
- 旧・鹿児島市 （1967年4月29日） - 鹿児島市新設のため[24]
- 谷山市 （1967年4月29日） - 鹿児島市新設のため[24]

## 1970年～1999年
この30年間に県内に廃止市町村なし

## 2000年～2009年
- 川内市 （2004年10月12日） - 薩摩川内市新設のため[25]
- 薩摩郡入来町 （2004年10月12日） - 薩摩川内市新設のため[25]
- 薩摩郡祁答院町 （2004年10月12日） - 薩摩川内市新設のため[25]
- 薩摩郡東郷町 （2004年10月12日） - 薩摩川内市新設のため[25]
- 薩摩郡樋脇町 （2004年10月12日） - 薩摩川内市新設のため[25]
- 薩摩郡鹿島村 （2004年10月12日） - 薩摩川内市新設のため[25]
- 薩摩郡上甑村 （2004年10月12日） - 薩摩川内市新設のため[25]
- 薩摩郡里村 （2004年10月12日） - 薩摩川内市新設のため[25]
- 薩摩郡下甑村 （2004年10月12日） - 薩摩川内市新設のため[25]
- 揖宿郡喜入町 （2004年11月1日） - 鹿児島市に編入のため[26]
- 鹿児島郡吉田町 （2004年11月1日） - 鹿児島市に編入のため[26]
- 鹿児島郡桜島町 （2004年11月1日） - 鹿児島市に編入のため[26]
- 日置郡松元町 （2004年11月1日） - 鹿児島市に編入のため[26]
- 日置郡郡山町 （2004年11月1日） - 鹿児島市に編入のため[26]
- 肝属郡大根占町 （2005年3月22日） - 肝属郡錦江町新設のため
- 肝属郡田代町 （2005年3月22日） - 肝属郡錦江町新設のため
- 薩摩郡薩摩町 （2005年3月22日） - 薩摩郡さつま町新設のため[27]
- 薩摩郡鶴田町 （2005年3月22日） - 薩摩郡さつま町新設のため[27]
- 薩摩郡宮之城町 （2005年3月22日） - 薩摩郡さつま町新設のため[27]
- 姶良郡栗野町 （2005年3月22日） - 姶良郡湧水町新設のため[28]
- 姶良郡吉松町 （2005年3月22日） - 姶良郡湧水町新設のため[28]
- 肝属郡根占町 （2005年3月31日） - 肝属郡南大隅町新設のため
- 肝属郡佐多町 （2005年3月31日） - 肝属郡南大隅町新設のため
- 日置郡東市来町 （2005年5月1日） - 日置市新設のため[29]
- 日置郡伊集院町 （2005年5月1日） - 日置市新設のため[29]
- 日置郡日吉町 （2005年5月1日） - 日置市新設のため[29]
- 日置郡吹上町 （2005年5月1日） - 日置市新設のため[29]
- 曽於郡大隅町 （2005年7月1日） - 曽於市新設のため[30]
- 曽於郡末吉町 （2005年7月1日） - 曽於市新設のため[30]
- 曽於郡財部町 （2005年7月1日） - 曽於市新設のため[30]
- 肝属郡内之浦町 （2005年7月1日） - 肝属郡肝付町新設のため[31]
- 肝属郡高山町 （2005年7月1日） - 肝属郡肝付町新設のため[31]
- 日置郡市来町 （2005年10月11日） - いちき串木野市新設のため[32]
- 串木野市 （2005年10月11日） - いちき串木野市新設のため[32]
- 加世田市 （2005年11月7日） - 南さつま市新設のため[33]
- 日置郡金峰町 （2005年11月7日） - 南さつま市新設のため[33]
- 川辺郡笠沙町 （2005年11月7日） - 南さつま市新設のため[33]
- 川辺郡大浦町 （2005年11月7日） - 南さつま市新設のため[33]
- 川辺郡坊津町 （2005年11月7日） - 南さつま市新設のため[33]
- 国分市 （2005年11月7日） - 霧島市新設のため[34]
- 姶良郡隼人町 （2005年11月7日） - 霧島市新設のため[34]
- 姶良郡福山町 （2005年11月7日） - 霧島市新設のため[34]
- 姶良郡霧島町 （2005年11月7日） - 霧島市新設のため[34]
- 姶良郡溝辺町 （2005年11月7日） - 霧島市新設のため[34]
- 姶良郡横川町 （2005年11月7日） - 霧島市新設のため[34]
- 姶良郡牧園町 （2005年11月7日） - 霧島市新設のため[34]
- 曽於郡有明町 （2006年1月1日） - 志布志市新設のため[35]
- 曽於郡志布志町 （2006年1月1日） - 志布志市新設のため[35]
- 曽於郡松山町 （2006年1月1日） - 志布志市新設のため[35]
- 旧・鹿屋市 （2006年1月1日） - 鹿屋市新設のため[36]
- 曽於郡輝北町 （2006年1月1日） - 鹿屋市新設のため[36]
- 肝属郡串良町 （2006年1月1日） - 鹿屋市新設のため[36]
- 肝属郡吾平町 （2006年1月1日） - 鹿屋市新設のため[36]
- 旧・指宿市 （2006年1月1日） - 指宿市新設のため[37]
- 揖宿郡山川町 （2006年1月1日） - 指宿市新設のため[37]
- 揖宿郡開聞町 （2006年1月1日） - 指宿市新設のため[37]
- 旧・出水市 （2006年3月13日） - 出水市新設のため[38]
- 出水郡野田町 （2006年3月13日） - 出水市新設のため[38]
- 出水郡高尾野町 （2006年3月13日） - 出水市新設のため[38]
- 出水郡（旧）長島町 （2006年3月20日） - 出水郡長島町新設のため
- 出水郡東町 （2006年3月20日） - 出水郡長島町新設のため
- 名瀬市 （2006年3月20日） - 奄美市新設のため
- 大島郡笠利町 （2006年3月20日） - 奄美市新設のため
- 大島郡住用村 （2006年3月20日） - 奄美市新設のため
- 熊毛郡上屋久町 （2007年10月1日） - 熊毛郡屋久島町新設のため[39]
- 熊毛郡屋久町 （2007年10月1日） - 熊毛郡屋久島町新設のため[39]
- 川辺郡川辺町 （2007年12月1日） - 南九州市新設のため[40]
- 川辺郡知覧町 （2007年12月1日） - 南九州市新設のため[40]
- 揖宿郡頴娃町 （2007年12月1日） - 南九州市新設のため[40]
- 大口市 （2008年11月1日） - 伊佐市新設のため[41]
- 伊佐郡菱刈町 （2008年11月1日） - 伊佐市新設のため[41]

## 2010年～
- 姶良郡加治木町 （2010年3月23日） - 姶良市新設のため[42]
- 姶良郡姶良町 （2010年3月23日） - 姶良市新設のため[42]
- 姶良郡蒲生町 （2010年3月23日） - 姶良市新設のため[42]